# Самый благоустроенный город России
«Самый благоустроенный город России» — ежегодный конкурс среди городов России (с 2010 года — всех муниципальных образований), проводимый Росстроем.
Среди многократных победителей — Махачкала, Красноярск, Тюмень, Ставрополь, Ульяновск, Хабаровск, Саранск, Стерлитамак, Новороссийск, Ангарск, Пятигорск, Альметьевск, Октябрьский, Ессентуки, Геленджик, Лениногорск и Бугульма.

## Цель конкурса
- повышения активности муниципальных органов исполнительной власти в вопросах проведения реформы жилищно-коммунального хозяйства;
- перехода жизнеобеспечивающей отрасли на работу в современных экономических условиях в режиме безубыточного функционирования;
- выявление городов и поселков городского типа, в которых достигнуты наилучшие результаты.

## История конкурса
Всего в период 1997—2005 годов в конкурсе приняло участие более четырёх тысяч городов и посёлков городского типа. В 2008 году в конкурсе участвовало около ста городов.

## Положение
Всероссийский конкурс на звание «Самый благоустроенный город России» проводится по трём категориям городов:
- I категория — города, являющиеся административными центрами субъектов Российской Федерации;
- II категория — города с населением от 100 тысяч человек и более;
- III категория — города с населением до 100 тысяч человек.

Материалы для подведения итогов конкурса представляются до 1 февраля. Материалы, представленные позже, неправильно или не полностью оформленные, к рассмотрению не принимаются. Органы местного самоуправления несут ответственность за достоверность сведений, содержащихся в представляемых материалах. Рассмотрение результатов конкурса осуществляется комиссией в течение февраля.

## Критерии
Победителями конкурса признаются города, которые добьются наивысших результатов по следующим направлениям:
- реализация государственных и муниципальных программ социально-экономического развития городов;
- выполнение объёмов жилищного и коммунального строительства;
- выполнение капитального и текущего ремонта жилых домов;
- благоустройство жилищного фонда (подключение к системам водоснабжения и канализации, газификация и другие виды благоустройства);
- установка в жилых и общественных зданиях приборов индивидуального потребления водоэнергоресурсов;
- строительство и капитальный ремонт городских автодорог и тротуаров, а также систем дождевой канализации;
- состояние транспортного обслуживания населения и безопасности дорожного движения;
- содержание в технически исправном состоянии городских инженерных сооружений;
- уровень обеспеченности населения зелёными насаждениями и качество озеленения городской территории;
- замена ветхих инженерных коммуникаций;
- приведение фасадов зданий в надлежащее состояние;
- сохранение историко-культурного и природного наследия;
- сокращение объёмов незавершенного строительства в жилищной и социальной сферах;
- архитектурно-композиционная завершенность и художественная выразительность городской застройки;
- обеспеченность владельцев индивидуальных машин благоустроенными стоянками и гаражами;
- надлежащее санитарное содержание городов;
- обеспечение экологической безопасности проживания населения;
- своевременность выполнения мероприятий по подготовке жилищного фонда и объектов коммунального хозяйства к работе в зимних условиях.

## Состав комиссии
Комиссия состоит из 15 человек. Состав комиссии формируется из специалистов в области:
- жилищно-коммунального хозяйства;
- архитектуры и градостроительства;
- санитарии и эпидемиологии;
- охраны природы;
- экологии;
- безопасности дорожного движения;
- охраны труда;
- представителей органов местного самоуправления.

Персональный состав комиссии утверждается Государственным комитетом Российской Федерации по жилищной и строительной политике по согласованию с соответствующими федеральными органами исполнительной власти, органами исполнительной власти субъектов Российской Федерации и органами местного самоуправления. Заседание комиссии считается правомочным, если в нём приняло участие не менее двух третей членов комиссии. Решение комиссии оформляется протоколом.

## Подведение итогов
Подведение итогов конкурса проводится ежегодно во второй декаде марта. Критерии устанавливаются:
- по городам I категории — Правительством Российской Федерации;
- по городам II и III категорий — Государственным комитетом РФ по жилищной и строительной политике.

## Поощрения
Городам, занявшим призовые места в конкурсе, вручаются дипломы Правительства Российской Федерации I, II и III степеней и денежные премии.
Вручение дипломов Правительства Российской Федерации и денежных премий производится:
- по городам I категории — Правительством Российской Федерации;
- по городам II и III категорий — Государственным комитетом Российской Федерации по жилищной и строительной политике.

Средства премиального фонда расходуются: не менее 90 % — на развитие городского хозяйства; до 10 % — на премирование работников предприятий, организаций и учреждений, добившихся наивысших результатов в работе по благоустройству города.

## Победители
- 2015 год[1][2]

По городам I категории:
1-е место: Калининград
2-е место: Уфа и Хабаровск
3-е место: Красноярск

По городам II категории:
1-е место: Октябрьский (Республика Башкортостан)
2-е место: Альметьевск (Республика Татарстан), Стерлитамак (Республика Башкортостан)
3-е место: Новороссийск (Краснодарский край)
По городам III категории:
1-е место: Чистополь (Республика Татарстан)
2-е место: Строитель (Белгородская область)
3-е место: Туймазы (Республика Башкортостан), Сухиничи (Калужская область)
По сельским поселениям IV категории:
1-е место: Бриньковское (Красноярский край)
2-е место: Высокая Гора (Республика Татарстан), Актюбинский (Республика Татарстан)
3-е место: Трудоармейский (Кемеровская область), Верхнеяркеево (Республика Башкортостан)
По сельским поселениям V категории:
1-е место: Красная Горка (Республика Татарстан)
2-е место: Хвастовичи (Калужская область)
3-е место: Килинчи (Астраханская область)

По сельским поселениям VI категории:
1-е место: Преображеновский (Липецкая область)
2-е место: Кудринская (Калужская область)
3-е место: Краснознаменское (Воронежская область), Рощинский (Республика Башкортостан)
- 2014 год[3][4]:

По городам I категории:
1-е место: Краснодар
2-е место: Барнаул и Ульяновск
3-е место: Тула
По городам II категории:
1-е место: Энгельс (Саратовская область), Октябрьский (Республика Башкортостан)
2-е место: Альметьевск (Республика Татарстан)
3-е место: Стерлитамак (Республика Башкортостан)
По городам III категории:
1-е место: Мамадыш (Республика Татарстан)
2-е место: Туймазы (Республика Башкортостан), Ртищево (Саратовская область) и Медведево (Республика Марий Эл)
3-е место: Азнакаево (Республика Татарстан), Сухиничи (Калужская область)
По сельским поселениям IV категории:
1-е место: Аскарово (Республика Башкортостан)
2-е место: Высокая Гора (Республика Татарстан), Актюбинский (Республика Татарстан), Кундышское (Республика Марий-Эл)
3-е место: Варна (Челябинская область), Верхнемамонское (Воронежская область)
По сельским поселениям V категории:
1-е место: Хвастовичи (Калужская область)
2-е место: Красная Горка (Республика Татарстан)
3-е место: Тарутино (Калужская область), Бирюли (Республика Татарстан)

По сельским поселениям VI категории:
1-е место: Калужская (Калужская область)
2-е место: Кудринская (Калужская область), Шишинерское (Республика Татарстан)
3-е место: Сенькинское (Республика Марий Эл), Крым-Сарай (Республика Татарстан)
- 2013 год[5]:

По всем городам:
1-е место — Ставрополь;
2-е место — Ульяновск;
3-е место — Белгород.

По городам II категории:
1-е место: Октябрьский (Республика Башкортостан)
2-е место: Раменское (Московская область)
3-е место: Муром (Владимирская область), Стерлитамак (Республика Башкортостан)
По городам III категории:
1-е место: Мамадыш (Республика Татарстан)
2-е место: Клинцы (Брянская область)
3-е место: Учалы (Республика Башкортостан)
По сельским поселениям IV категории:
1-е место: Актюбинский (Республика Татарстан)
2-е место: Большой лог (Ростовская область)
3-е место: Большенагатнинское (Ульяновская область)
По сельским поселениям V категории:
1-е место: Красная Горка (Республика Татарстан)
2-е место: Тарутино (Калужская область)
3-е место: Хвастовичи (Калужская область)

По сельским поселениям VI категории:
1-е место: Преображеновский (Липецкая область)
2-е место: Кудринская (Калужская область)
3-е место: Новоимянское (Республика Татарстан)
- 2012 год[7]:

По городам I категории:
1-е место — Калуга;
2-е место — Чебоксары и Тамбов;
3-е место — Кемерово, Владимир
По городам II категории:
1-е место — Ангарск;
2-е место — Обнинск и Пятигорск;
3-е место — Октябрьский (Республика Башкортостан), Новороссийск (Краснодарский край) и Альметьевск (Республика Татарстан).
По городам III категории:
1-е место — Белоярский (Ханты-Мансийский автономный округ — Югра);
2-е место — Ессентуки, Лениногорск (Республика Татарстан) и Ливны (Орловская область).
3-е место — не присуждалось
- 2011 год[9][10]:

По городам I категории:
1-е место — Саранск;
2-е место — Ульяновск и Томск;
3-е место — Белгород, Барнаул и Махачкала.
По городам II категории:
1-е место — Химки;
2-е место — Арзамас и Магнитогорск;
3-е место — Октябрьский (Республика Башкортостан), Новороссийск (Краснодарский край) и Альметьевск (Республика Татарстан).
По городам III категории:
1-е место — Строитель (Белгородская область);
2-е место — Клинцы (Брянская область) и Семикаракорск (Ростовская область);
3-е место — Мамадыш (Республика Татарстан), Медведево (Республика Марий Эл) и Елабуга (Республика Татарстан).
- 2010 год[11][12]:

По городам I категории:
1-е место — Великий Новгород ;
2-е место — Новосибирск и Уфа;
3-е место — Хабаровск, Саранск и Ижевск.
По городам II категории:
1-е место — Нижнекамск (Республика Татарстан);
2-е место — Набережные Челны (Республика Татарстан) и Старый Оскол (Белгородская область);
3-е место — Октябрьский (Республика Башкортостан), Новороссийск и Находка.
По городам III категории:
1-е место — Строитель (Белгородская область);
2-е место — Лениногорск (Республика Татарстан) и Мучкапский (Тамбовская область);
3-е место — Заинск (Республика Татарстан), Раменское (Московская область) и Белоярский (Ханты-Мансийский Автономный округ).
- 2009 год

- 2008 год[13]:

По городам I категории:
1-е место — Хабаровск;
2-е место — Саранск и Благовещенск (Амурской области);
3-е место — Тюмень, Ульяновск и Томск.
По городам II категории:
1-е место — Ангарск (Иркутской области);
2-е место — Обнинск (Калужской области) и Пятигорск (Ставропольского края);
3-е место — Новороссийск, Альметьевск (Республики Татарстан), Октябрьский (Республика Башкортостан).
По городам III категории:
1-е место — Геленджик (Краснодарского края);
2-е место — Ессентуки (Ставропольского края), Ливны (Орловской области) и Лениногорск (Республика Татарстан);
3-е место — Учалы (Республика Башкортостан), пгт. Безенчук (Самарская область) и Строитель (Белгородская область).
- 2007 год[14]:

По городам I категории:
1-е место — Новосибирск;
2-е место — Хабаровск, Ульяновск и Саранск;
3-е место — Тюмень, Красноярск и Нальчик.
По городам II категории:
1-е место — Братск (Иркутской области);
2-е место — Новороссийск и Альметьевск (Республики Татарстан);
3-е место — Комсомольск-на-Амуре (Хабаровский край), Октябрьский (Республика Башкортостан) и Череповец (Вологодская область).
По городам III категории:
1-е место — Реутов (Московская область);
2-е место — Выборг (Ленинградская область), Городец (Нижегородская область) и Хворостянка (Самарская область);
3-е место — Ливны (Орловская область), Агинское (Забайкальский край) и Ессентуки (Ставропольский край).
- 2006 год[15]:

По городам I категории:
1-е место — Хабаровск;
2-е место — Красноярск и Саранск;
3-е место — Тюмень и Анадырь
По городам II категории:
1-е место — Стерлитамак (Республика Башкортостан);
2-е место — Новороссийск, Волжский (Волгоградская область);
3-е место — Арзамас (Нижегородская область) и Димитровград (Ульяновская область).
По городам III категории:
1-е место — Видное (Московская область);
2-е место — Канаш (Чувашская Республика) и Лениногорск (Республика Татарстан);
3-е место — Ессентуки (Ставропольский край), Городец (Нижегородская область) и Хворостянка (Самарская область).
- 2005 год[16]:

По городам I категории:
1-е место — Липецк;
2-е место — Саранск;
3-е место — Тюмень, Барнаул.
По городам II категории:
1-е место — Ангарск (Иркутская область);
2-е место — Стерлитамак (Республика Башкортостан);
3-е место — Новороссийск, Сургут (Ханты-Мансийский Автономный округ).
По городам III категории:
1-е место — Избербаш (Республика Дагестан);
2-е место — Малоярославец (Калужская область);
3-е место — Лениногорск (Республика Татарстан), Нарткала (Кабардино-Балкарская республика) и Изобильный (Ставропольский край).
- 2004 год[17]:

По городам I категории:
1-е место — Хабаровск;
2-е место — Белгород;
3-е место — Саранск.
По городам II категории:
1-е место — Волжский (Волгоградская область);
2-е место — Новомосковск (Тульская область) и Арзамас (Нижегородская область);
3-е место — Дербент (Республика Дагестан) и Череповец (Вологодская область).
По городам III категории:
1-е место — Дмитров (Московская область);
2-е место — Ессентуки (Ставропольский край), Кондрово (Калужская область) и Нерюнгри (Республика Саха (Якутия));
3-е место — п.г.т. Пойковский (Ханты-Мансийский Автономный округ), Канаш (Чувашская республика) и Грязи (Липецкая область).
- 2003 год[18]:

По городам I категории:
1-е место — Махачкала (Республика Дагестан);
2-е место — Тюмень;
3-е место — Нальчик (Кабардино-Балкарская республика), Калуга.
По городам II категории:
1-е место — Нижнекамск (Республика Татарстан);
2-е место — Ангарск (Иркутская область);
3-е место — Магнитогорск (Челябинская область).
По городам III категории:
1-е место — Геленджик (Краснодарский край);
2-е место — Малоярославец (Калужская область) и Дмитров (Московская область);
3-е место — Новый Оскол (Белгородская область), Изобильный (Ставропольский край) и Гатчина (Ленинградская область).
- 2002 год:

1-е место — Калуга;
2-е место — Махачкала;
3-е место — Хабаровск и Красноярск.
- 2001 год:

1-е место — Чебоксары;
2-е место — Тамбов;
3-е место — Астрахань и Махачкала.
- 2000 год:

1-е место — Белгород;
2-е место — Майкоп;
3-е место — Астрахань, Красноярск
- 1998 год:

1-е место — Нальчик;
2-е место — Астрахань;
3-е место — Уфа, Майкоп
- 1997 год:

1-е место — Санкт-Петербург;
2-е место — Омск;
3-е место — Нальчик